# Longchamp (Vosgos)
 Longchamp  es una población y comuna francesa, en la región de Lorena, departamento de Vosgos, en el distrito de Épinal y cantón de Épinal-Est.

## Demografía
| 217 | 218 | 202 | 242 | 325 | 336 |
| Para los censos de 1962 a 1999 la población legal corresponde a la población sin duplicidades (Fuente: INSEE [Consultar]) |     |     |     |     |     |